# Eupithecia anasticta
Eupithecia anasticta là một loài bướm đêm trong họ Geometridae.